# Arilena Ara
Arilena Ara (Shkodër, 17 de juliol del 1998) és una cantant albanesa. És coneguda per la seva participació en el programa de televisió X Factor, que va guanyar a principis del 2012. Al final del 2019 va participar en el Festivali i Këngës, la preselecció albanesa pel Festival de la Cançó d'Eurovisió. Va guanyar amb la cançó Shaj i, en cas de no haver sigut cancel·lat per la pandèmia per coronavirus de 2019-2020, hauria representat Albània al Festival de la Cançó d'Eurovisió 2020 amb la versió en anglès del tema, que rep el títol de Fall From The Sky.